# Gornji Kremen
Gornji Kremen es una localidad de Croacia en el ejido de la ciudad de  Slunj, condado de Karlovac.

## Geografía
Se encuentra a una altitud de 297 m s. n. m. a 108 km de la capital nacional, Zagreb.

## Demografía
En el censo 2011, el total de población de la localidad fue de 65 habitantes.
| Gráfica de población de Gornji Kremen 1857-2011                     |
|                                                                     |
| Según los censos de población de la oficina estadística de Croacia. |